# 이승범
이승범(1967년 7월 27일 ~)은 MBC 청룡에서 뛰었던 전 야구 선수다. 1989년 입단해 등번호 6번을 받았으며, 1시즌 동안 4경기 3타수 무안타를 기록하고 은퇴했다.

## 같이 보기
- MBC 청룡 연도별 선수 명단